# Ivan Urgant
Ivan Urgant (16 de abril de 1978 em São Petersburgo) é um actor e apresentador de televisão russo.
1. ↑  «Ivan Urgant» (em russo). Peoples.ru. Consultado em 7 de maio de 2009